# Vladimír Miltner
Vladimír Miltner (6. července 1933, Plzeň, Československo – 13. ledna 1997, Surír, kraj Mathura, Uttarpradéš, Indie) byl přední český indolog, znalec řady indických jazyků, překladatel a popularizátor indické kultury.

## Život
Navštěvoval gymnázium v Karlových Varech. Již v té době studoval hindštinu a urdštinu. Po maturitě nastoupil na Karlovu univerzitu do oboru indická filologie a indologie. Nejdříve pracoval v jazykové škole, později nastoupil jako pracovník ČSAV. V roce 1967 začal své tříleté působení na univerzitě v Paříži. Když byl nucen odejít z politických důvodů z ČSAV, pracoval chvíli jako kuchař a poté se uplatnil jako redaktor časopisu 100+1 ZZ a překladatel. Po pádu komunistického režimu se vrátil na akademickou půdu ČSAV.
Zemřel za nevyjasněných okolností v Indii na cestě po řece Ganze. Soudí se, že šlo o rituální sebevraždu.

## Dílo
Zabýval se především indologií se zřetelem na hindštinu, staroindickou erotiku, medicínu a jídlo. Publikoval anglicky i česky. Překládal ze sanskrtu, páli, hindštiny, maráthštiny, bradžštiny, hindaví, urdštiny, bengálštiny a angličtiny. Anonymně pořídil první český překlad Rushdieho Satanských veršů.